# انعطاف‌پذیری مومی
انعطاف پذیری مومی یک علامت روانی حرکتی کاتاتونیا است که با اسکیزوفرنی ، اختلال دو قطبی یا سایر اختلالات روانی همراه است  و منجر به کاهش پاسخ به محرک‌ها و تمایل به ماندن در حالت بی حرکت می‌شود.  تلاش برای جابجایی مجدد بیمار با "مقاومت جزئی و یکنواخت" روبرو می‌شود و پس از جابجایی مجدد ، بیمار معمولاً در موقعیت جدید باقی می‌ماند.  انعطاف پذیری مومی بندرت در موارد هذیان اتفاق می‌افتد.  وجود انعطاف پذیری مومی همراه با حداقل دو علامت کاتاتونیک دیگر مانند بهت یا منفی‌کاری برای تضمین تشخیص کاتاتونیا کافی است . 
اگر فردی بخواهد بازوی شخصِ دچارِ انعطاف‌پذیری مومی را حرکت دهد ، بیمار آن بازو را در جایی که قرار گرفته بود نگه می‌دارد و مثل موم، تا حرکت دوباره، در همان حال می‌ماند. تغییر بیشتر وضعیت بدن مانند خم شدن شمع است. اگرچه در طول تاریخ انعطاف پذیری مومی با اسکیزوفرنی مرتبط بوده‌است ، اما اختلالات دیگری نیز وجود دارد که ممکن است با آن همراه باشد ، مانند اختلالات خلقی با رفتار کاتاتونیک . 
الکتروشوک درمانی اغلب به عنوان درمانی برای کاتاتونیا استفاده می‌شود.  یک مطالعه نشان داده‌است که بیماران کاتاتونیکِ دچار انعطاف پذیری مومی در مقایسه با بیمارانِ دچارِ سایر علائم کاتاتونیا سریعتر به درمان الکتروشوک پاسخ می‌دهند. 